# Ofensiva na África Ocidental de 2015
Ofensiva na África Ocidental de 2015 teve inicio a partir do final de janeiro de 2015 quando tropas de uma coalizão africana, a Força-Tarefa Conjunta Multinacional, lançou uma ofensiva contra os insurgentes do Boko Haram.

## Contexto
O Boko Haram é um grupo insurgente fundado em 2002. Inicialmente, o grupo estava focado no fim da educação de estilo ocidental na Nigéria, que o grupo entende como uma violação da lei islâmica. Em 2009, o grupo lançou uma campanha militar para criar um Estado islâmico. O Boko Haram passou a ganhar influência progressivamente e a lançar campanhas cada vez mais mortais. O grupo começou a tomar território agressivamente no final de 2014, declarando o nordeste da Nigéria como sendo um califado sob seu controle. Até o final de 2014, o Boko Haram controlava uma área aproximadamente do tamanho da Bélgica.  Em 2014, o grupo matou cerca de 10.000 pessoas, principalmente no nordeste da Nigéria. Até abril, as forças do Boko Haram mataram cerca de 2.000 pessoas em 2015. Mais de 1,5 milhão de pessoas foram deslocadas pelas atividades do grupo.  Além de raides mortíferos, o grupo organiza regularmente sequestros em massa. Em abril de 2014, o grupo chamou atenção internacional sequestrando 276 alunas em Chibok.  No total, o grupo apreendeu cerca de 2.000 mulheres e meninas em 2014.  O Boko Haram foi considerado como um dos grupos terroristas mais mortais do mundo. 

## A ofensiva
Em 23 de janeiro de 2015, foi divulgado que tropas nigerianas estavam em preparativos finais para uma grande ofensiva contra os insurgentes do Boko Haram no nordeste da Nigéria. De acordo com informações de segurança vazadas, o fator decisivo que motivou à ação foi um vídeo no qual o Boko Haram alegava ter armazenado "armas suficientes para atacar a Nigéria e os seus vizinhos". O vídeo também impeliu Camarões, Chade e Níger a reconhecer a ameaça do crescente poder do Boko Haram e prometer apoio militar para a operação. O objetivo da campanha era eliminar "refúgios seguros e rotas de fuga de terroristas dentro ou fora da Nigéria" e disponibilizar "de uma vez por todas as operações abrangentes" para eliminar a ameaça do Boko Haram.  Originalmente, esperava-se que a operação fosse concluída antes das eleições agendadas para 14 de fevereiro. 
Alguns dias depois, as operações começaram.  Em 4 de fevereiro, depois de dias de ataques aéreos, as forças chadianas entraram em Gamboru, na Nigéria, detido pelo Boko Haram. Estima-se que duzentos insurgentes do Boko Haram foram mortos na ofensiva. Nove soldados chadianos foram mortos e 21 ficaram feridos nos ataques. O comandante Ahmat Dari observou: "Nós estamos derrotando esse bando de terroristas" e prometeu "caçá-los em todos os lugares".  O Boko Haram respondeu no dia seguinte, incursionando em Fotokol, Camarões. Os combates deixaram 81 civis, treze soldados chadianos e seis soldados camaroneses mortos.  No entanto, testemunhas oculares também relataram que o Boko Haram sofreu pesadas baixas, deixando insurgentes mortos "em todos os lugares". Segundo informações, o Boko Haram incendiou a mesquita da cidade e degolou indiscriminadamente os civis. 

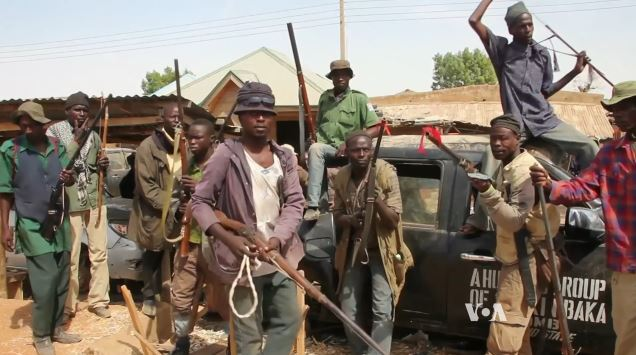
Milicianos da Força-Tarefa Conjunta Civil no sudeste do estado de Borno, fevereiro de 2015.

Em 6 de fevereiro, aviões de guerra e tropas terrestres do Chade e da Nigéria haviam forçado o Boko Haram a abandonar cerca de uma dezena de cidades e vilarejos.  As forças armadas francesas também ajudaram na ofensiva, fornecendo voos de reconhecimento. Em resposta, o Boko Haram atacou duas aldeias na Nigéria e outra nos Camarões, matando mais de cem civis. Em uma batalha em 6 de fevereiro, cerca de cem insurgentes, vários militares e um civil foram mortos. Em 7 de fevereiro, a Nigéria anunciou que as eleições seriam adiadas por seis semanas, citando condições inseguras de votação no nordeste. Um pequeno protesto foi realizado em resposta ao anúncio, com a polícia impedindo os manifestantes de entrar na sede da comissão eleitoral.
Um acordo para disponibilizar 7.500 tropas da União Africana do Chade, Camarões, Benin e Níger para a operação foi provisoriamente alcançado em 7 de fevereiro.  Em 17 de fevereiro, o exército nigeriano retomou Monguno em um ataque aéreo e terrestre coordenado.  Também em 17 de fevereiro, as forças chadianas iniciaram um ataque ao distrito de Kala/Balge, na Nigéria, visando capturar a cidade estratégica de Dikwa. O Boko Haram sofreu pesadas baixas e Dikwa caiu em 24 de fevereiro. Quando as tropas se aproximaram da Floresta de Sambisa, o Boko Haram lançou uma série de raides de retaliação. Homens armados atiraram e esfaquearam civis e queimaram casas, aparentemente alvejando membros da tribo shuwa - a mesma etnia da maioria dos soldados chadianos. 
Durante a semana de 15 de fevereiro, mais de trezentos combatentes do Boko Haram foram mortos pelas forças nigerianas quando onze cidades foram recapturadas. Vários estoques de armas foram apreendidos ou destruídos e os insurgentes restantes foram presos. Dois soldados nigerianos foram mortos nos combates e dez outros ficaram feridos. O líder do Boko Haram, Abubakar Shekau, prometeu interromper as eleições, programadas para 28 de março, em retaliação. Por outro lado, uma missão de bombardeio aparentemente errônea matou 37 pessoas presentes em um funeral em Abadam (Nigéria). Em 28 de fevereiro, realizou-se um grande comício na capital camaronesa, Yaounde, em apoio às forças africanas que combatiam o Boko Haram. Estima-se que 5.000 pessoas marcharam pelas ruas da capital. 

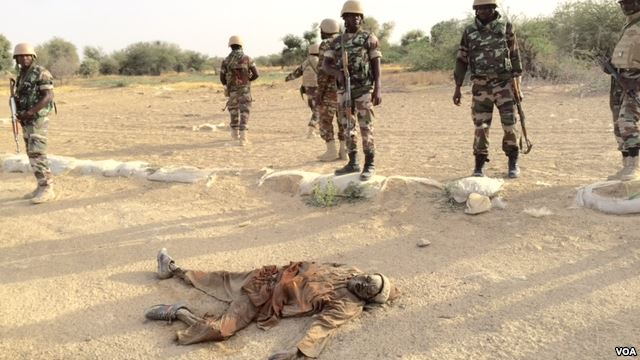
Soldados do Exército do Níger com um combatente do Boko Haram morto em Diffa, março de 2015.

Em 6 de março, a União Africana endossou oficialmente o envio de 8.000 soldados para ajudar a proteger a fronteira nigeriana, mas se recusou a permitir que as tropas entrassem na Nigéria. Enquanto o Boko Haram continuava perdendo território, o grupo prometeu lealdade ao Estado Islâmico do Iraque e do Levante em 7 de março. O porta-voz do exército nigeriano Sami Usman Kukasheka afirmou que a aliança era um sinal de fraqueza e que Shekau era como um "homem se afogando".  Nesse mesmo dia, o Boko Haram lançou um ataque contra Maiduguri, um antigo reduto do grupo. O ataque, que incluiu atentados suicidas, deixou mais de cinquenta pessoas mortas. Uma nova ofensiva contra o Boko Haram por uma coalizão de forças do Chade, Camarões e Nigéria começou em 8 de março, depois de uma série de ataques aéreos nos dois dias anteriores.  Em 16 de março, o exército nigeriano recapturou Bama. 
Em 24 de março de 2015, os moradores de Damasak, na Nigéria, relataram que o Boko Haram havia capturado mais de quatrocentas mulheres e crianças  da cidade enquanto fugiram das forças da coalizão no início do mês. Em 27 de março, o exército nigeriano conquistou Gwoza, que era considerado como o local da sede do Boko Haram. Segundo o exército, a vitória significou que "praticamente todo" o território do Boko Haram havia sido recapturado um dia antes das eleições. Antes do ataque, o Boko Haram executou todos os cidadãos incapazes ou indispostos de ajudar a defendê-lo contra o avanço das forças armadas. O analista da BBC Tomi Oladipo considerou a vitória como uma conquista importante para a Nigéria. O Boko Haram ocupava a cidade desde agosto de 2014, quando as tropas nigerianas se retiraram. A vitória ocorreu dias depois que o presidente do Chade, Idriss Deby, criticou as forças nigerianas por não se empenharem na luta contra o Boko Haram. 
No dia da eleição, militantes do Boko Haram mataram 41 pessoas, incluindo um legislador, em um esforço para desestabilizar a votação.  Depois que Muhammadu Buhari derrotou o presidente incumbente, Goodluck Jonathan, nas eleições, a luta contra o Boko Haram prosseguiu (Jonathan permaneceu no cargo até 29 de maio). Em 8 de abril, foi realizada uma cúpula de líderes da África Central e Ocidental com o objetivo de aperfeiçoar a estratégia, a fim de "erradicar" a insurgência. Antes da cúpula, um porta-voz do exército chadiano designou a capacidade do Boko Haram de causar problemas de severamente reduzida. No entanto, a Nigéria declarou que o grupo continuava a travar uma "guerra assimétrica" através do uso de homens-bomba e táticas de guerrilha. O Conselho de Direitos Humanos das Nações Unidas adotou por unanimidade uma resolução pedindo maior apoio internacional à campanha de contra-insurgência.

### Resgate de reféns

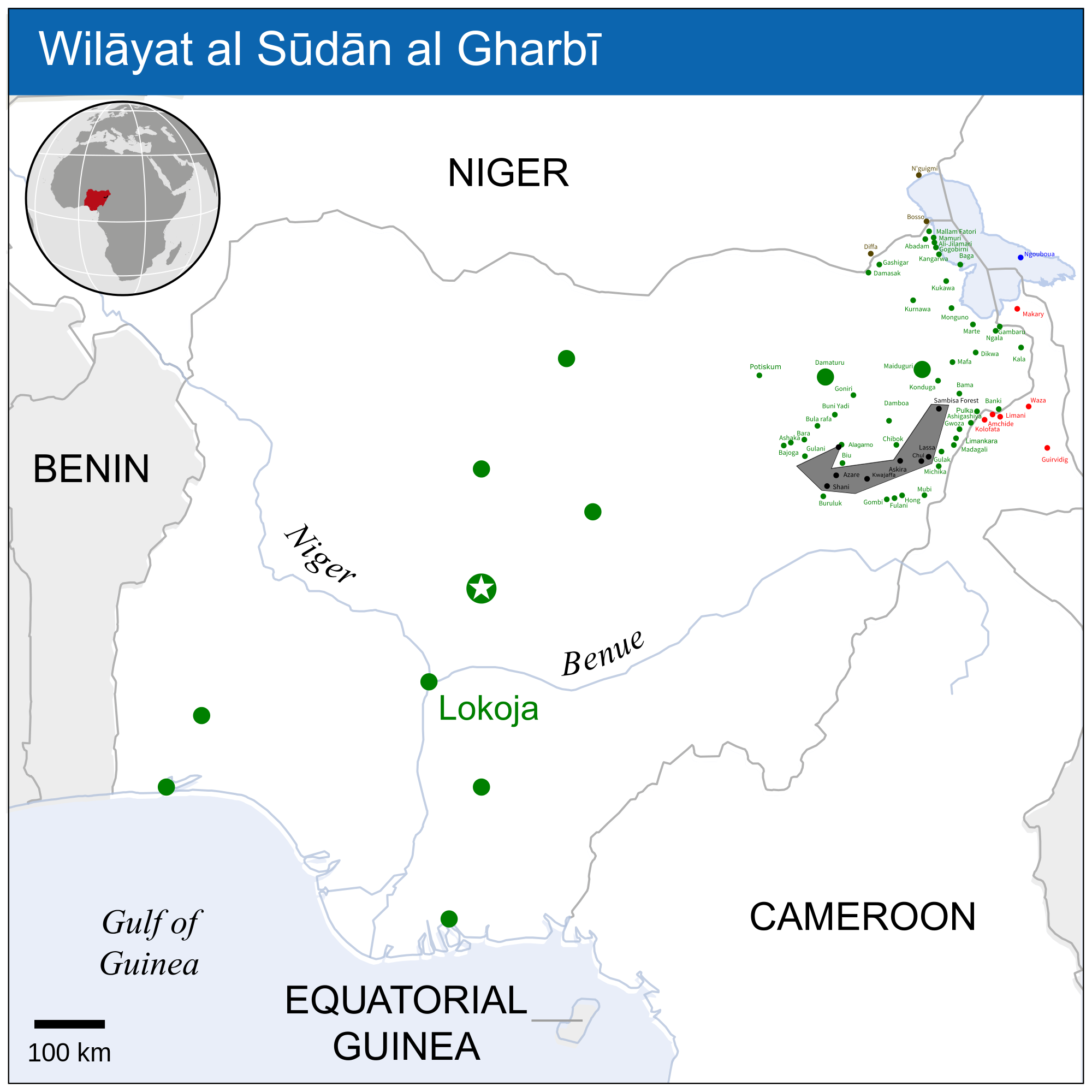
Mapa do controle territorial do Boko Haram até abril de 2015, mais de dois meses após o início da ofensiva.

Em 22 de abril, as forças armadas nigerianas começaram a avançar sobre a Floresta de Sambisa, uma floresta densa que abrange 23.000 milhas quadradas.  A área é considerada muito difícil de percorrer por pessoas não familiarizadas com o terreno e há muito tempo é considerada como o ponto de partida de muitos ataques do Boko Haram e provavelmente o esconderijo dos aldeões feitos reféns. É classificado como o último reduto do Boko Haram. Um porta-voz do governo declarou que um dos principais comandantes do Boko Haram foi morto no ataque inicial. Frank Charnas, analista político familiarizado com a região, afirmou  que a ação sinalizou o fim do Boko Haram como força militar. "Eles realmente estão travando o que parece ser sua última batalha", acrescentou. "Representa um passo bastante significativo para os militares nigerianos, porque até agora não haviam entrado na floresta de Sambisa e também tem sido bastante infelizes em conduzir a ofensiva até o Boko".  Os militares nigerianos tiveram que recuar depois de encontrar minas terrestres e armadilhas que mataram três vigilantes que trabalhavam com os militares, mas continuaram avançando depois de se reagruparem.
Em 25 de abril, o Boko Haram lançou um contra-ataque em uma ilha no Lago Chade. Quarenta e seis soldados nigerinos e 28 civis foram mortos no ataque.  Após o ataque, o Níger recomendou que a ilha do Lago Chade fosse evacuada. No início de maio, mais de 5.000 pessoas deixaram as cidades da ilha e chegaram a N'guigmi, no Níger a pé. 
Um novo avanço na floresta de Sambisa pelas forças nigerianas começou em 27 de abril. À medida que o exército nigeriano adentrava na floresta, começou a libertar um grande número de mulheres e crianças mantidas reféns pelo Boko Haram. Em 28 de abril, pouco menos de trezentos reféns foram libertados. Não está claro se os prisioneiros libertados foram capturados nos ataques do Boko Haram ou se eram moradores da área.  Em 29 de abril, um combate matou mais de quatrocentos insurgentes do Boko Haram, enquanto um número não revelado de mulheres cativas foram libertadas. Um soldado foi morto e quatro gravemente feridos na batalha. Uma mulher foi morta e oito ficaram feridas.  Em 30 de abril, outras 234 mulheres e crianças foram liberadas do cativeiro do Boko Haram quando os militares destruíram treze campos do grupo.  No total, cerca de setecentos reféns foram resgatados. 

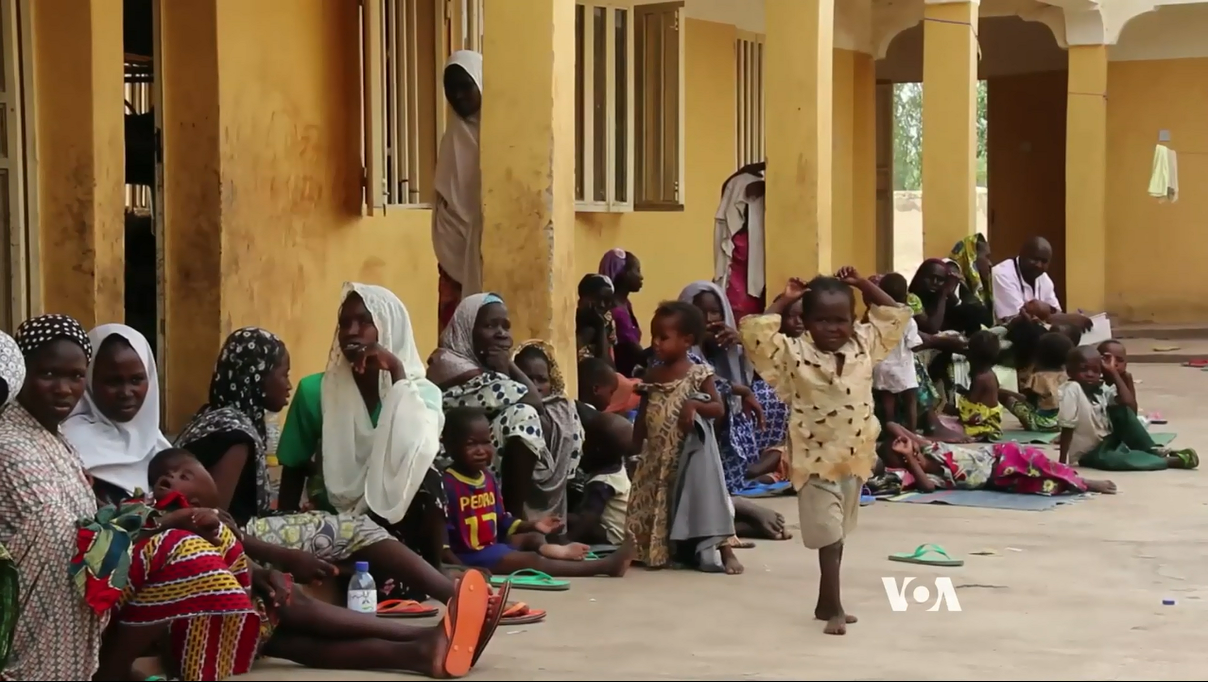
Reféns resgatados durante a ofensiva.

Os cativos libertados foram submetidos a trabalho forçado, além de abuso sexual e físico.  Alguns foram forçados a lutar ao lado dos insurgentes ou foram usados como escudos humanos.  Segundo relatos iniciais, alguns dos cativos ficaram traumatizados a ponto de atirar em seus socorristas, acreditando que os militantes eram "pessoas boas que os trataram bem". Outros descreveram um cenário diferente, dizendo que seus captores os mantinham em ambientes fechados, liberando-os apenas quando necessário para buscar alimentos. Os reféns foram severamente espancados e receberam apenas um mínimo de comida - as crianças resgatadas foram descritas como visivelmente desnutridas pela imprensa.  Outras crianças haviam esquecido seus próprios nomes. O diretor africano da Anistia Internacional Netsanet Belay comentou que "o trauma sofrido pelas mulheres e meninas é realmente horrível".  Dos primeiros 275 cativos, apenas 61 tinham mais de 18 anos; 214 estavam visivelmente grávidas. Nenhum deles tinha conhecimento sobre o paradeiro das meninas de Chibok, mas disseram que os militantes que visitaram seu acampamento haviam alegado que as meninas foram vendidas ou forçadas a casamentos polígamos com os militantes. 
Segundo os reféns libertados, o Boko Haram ficou sem armas como resultado da ofensiva multinacional. Frustrados com a falta de apoio de sua liderança, os militantes estavam abandonando os reféns com um mínimo de combates ou tentando vendê-los por 2.000 nairas (US$10) ou menos. Um refém relatou ter ouvido militantes falando sobre como seus líderes os haviam enganado para usar a violência. 

### Esforços adicionais
Os esforços para exercer pressão na Floresta de Sambisa foram mais lentos, pois os militares encontraram minas terrestres e armadilhas. O Boko Haram recuou, lançando ataques suicidas contra civis e tentando capturar o quartel de Giwa em Maiduguri. O ataque foi repelido, mas cerca de trinta civis foram mortos no fogo cruzado, elevando o número de civis mortos no contra-ataque para sessenta.   Em 15 de maio, as forças do Boko Haram recapturaram a cidade fronteiriça de Marte, demonstrando que os esforços para conter o grupo militante na floresta não foram completamente bem-sucedidos. O vice-governador do estado de Borno, Zannah Umar Mustapha, afirmou que os militantes retornaram a várias cidades anteriormente libertadas para retomar os combates. 
No dia seguinte, os militares nigerianos destruíram dez campos do Boko Haram na floresta de Sambisa. Um soldado e um número não especificado de militantes foram mortos nos ataques. 
Em setembro de 2015, o Diretor de Informações da Sede da Defesa da Nigéria anunciou que todos os campos do Boko Haram haviam sido destruídos.
Os resgates ainda estavam em andamento em outubro de 2015.  Em 28 de outubro de 2015, foi anunciado que as tropas nigerianas resgataram 338 pessoas do Boko Haram, perto do reduto  do grupo na floresta de Sambisa, no nordeste da Nigéria. Dos resgatados, 192 eram crianças e 138 eram mulheres. 
Em 24 de dezembro de 2015, Muhammadu Buhari, presidente da Nigéria, afirmou que o Boko Haram foi "tecnicamente derrotado". 